# Terina flavibasis
Terina flavibasis là một loài bướm đêm trong họ Geometridae.